# Blauschaf
Das Blauschaf (Pseudois nayaur), auch Bharal oder Nahur genannt, ist eine in zentralasiatischen Gebirgen beheimatete Art der Ziegenartigen. Es gehört trotz seines Namens nicht zu den Schafen, sondern wird zusammen mit dem Zwergblauschaf in eine eigene Gattung (Blauschafe, Pseudois) gestellt, die näher mit den Ziegen verwandt ist.

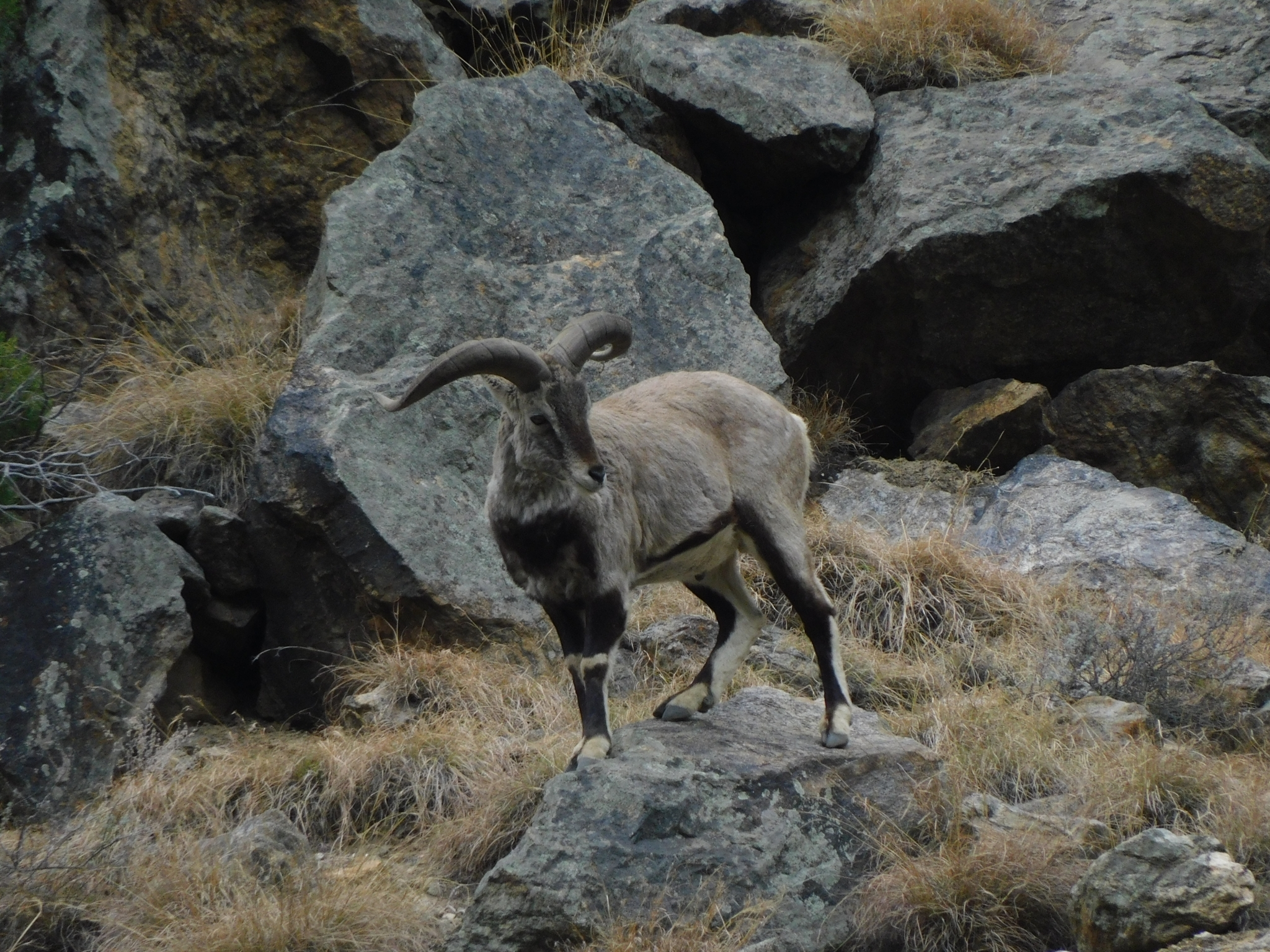
Blauschaf im natürlichen Lebensraum

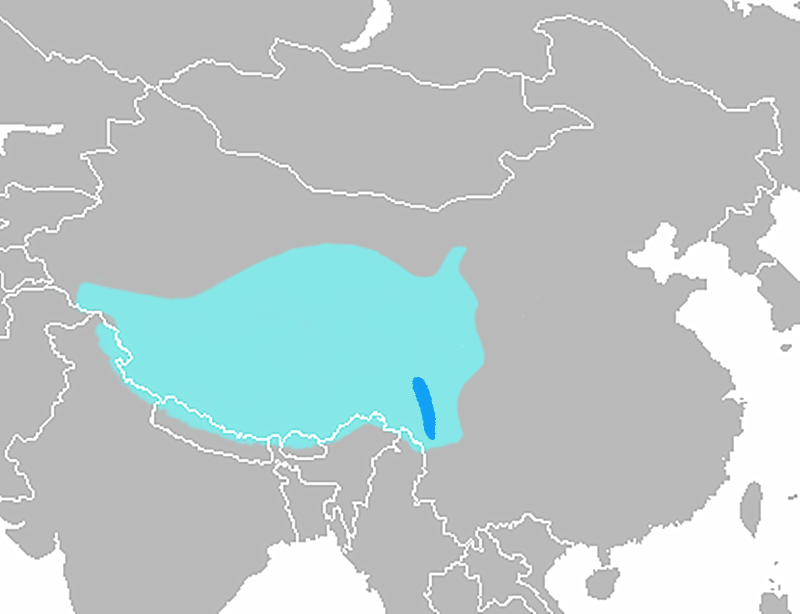
Die Verbreitungsgebiete der Blauschafe
Blauschaf
Zwergblauschaf

## Merkmale
Im Aussehen erinnern Blauschafe eher an Ziegen als an Schafe. Sie erreichen eine Kopf-Rumpf-Länge von 120 bis 170 cm, wozu noch ein 10 bis 20 Zentimeter langer, wie bei Ziegen an der Unterseite haarloser Schwanz kommt. Der Kehlkopf ist ebenfalls ausgeprägt wie der von Ziegen. Adulte Blauschafe besitzen eine Schulterhöhe von 75 bis 90 Zentimetern. Ihr Gewicht beträgt 35 bis 80 Kilogramm, wobei die Männchen schwerer als die Weibchen werden. Das Fell dieser Tiere ist grau, oft mit einem bläulichen Schimmer; der Bauch und die Rückseiten der Beine sind weiß und die Brust und die Vorderseite der Beine sind schwarz gefärbt.
Beide Geschlechter tragen Hörner. Bei den Männchen sind diese kräftig, im Querschnitt rund und nach hinten geschwungen; sie erreichen eine Länge von über 80 Zentimetern. Weibchen haben kurze, aufrechte Hörner von nur 20 Zentimetern Länge.

## Verbreitung und Lebensraum

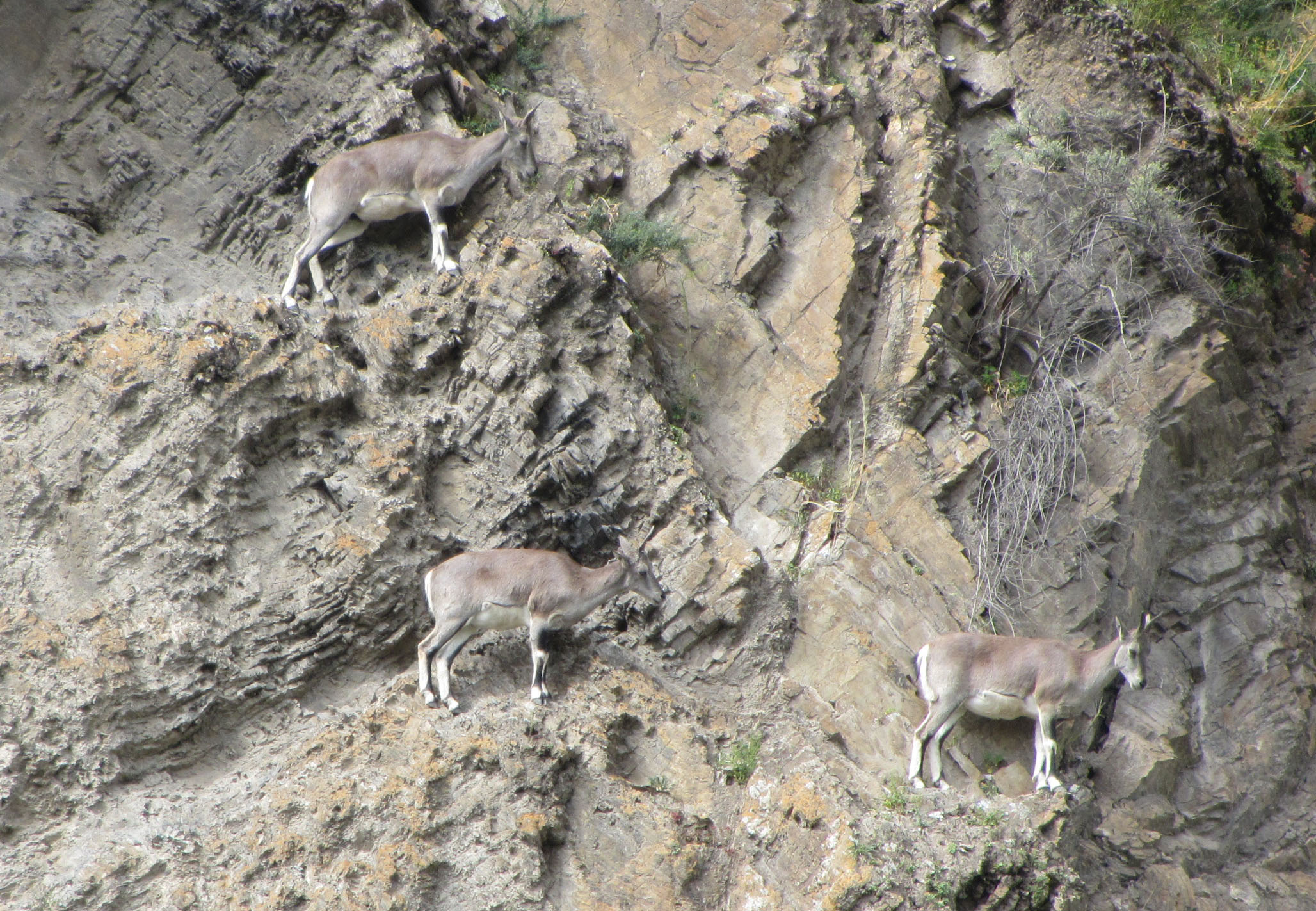
Blauschafe finden auch an steilen Stellen sicheren Halt

Das Blauschaf lebt in der Himalaya-Region sowie in verschiedenen Bergketten Tibets, Xinjiangs und der Inneren Mongolei. Es hält sich in großen Höhen zwischen 3000 und 5000 m, gelegentlich sogar bis 6500 m auf. Hier grasen die Tiere auf alpinen Weiden. Bei Gefahr fliehen sie in steile Hänge, in denen sie sicheren Halt finden, wohin ihnen aber kaum ein Raubtier folgen kann.

## Lebensweise
Die Nahrung der Blauschafe besteht aus Gräsern, Kräutern, Moosen und anderem pflanzlichem Material.
Weibchen und Jungtiere bilden Herden von fünf bis 18 Tieren, in seltenen Fällen sind auch größere Gruppen möglich. Außerhalb der Paarungszeit leben die Böcke für gewöhnlich allein oder in Junggesellengruppen. Zur Paarungszeit werden die Böcke gegen ihre Geschlechtsgenossen sehr aggressiv und versuchen, mit teilweise heftigen Kämpfen die Kontrolle über eine Weibchenherde zu erlangen.
Die Paarung erfolgt zwischen Oktober und Januar; nach einer Tragzeit von rund 160 Tagen kommt zwischen Mai und Juli meist ein einzelnes Jungtier zur Welt, gelegentlich auch Zwillinge. Die Jungen werden sechs Monate lang gesäugt, die Geschlechtsreife tritt mit rund eineinhalb Jahren ein. Bei Männchen dauert es allerdings in der Regel bis zum siebten Lebensjahr, bevor sie sich erstmals fortpflanzen können. Die Lebenserwartung beträgt 12 bis 15, in menschlicher Obhut bis 20 Jahre. Zu den Fressfeinden des Blauschafs zählt unter anderem der Schneeleopard, der denselben Lebensraum wie das Blauschaf besiedelt.

## Systematik
Das Blauschaf ist eine Art aus der Gattung der Blauschafe (Pseudois) innerhalb der Tribus der Ziegenartigen (Caprini) in der Familie der Hornträger (Bovidae). Teilweise werden dem Blauschaf zwei Unterarten zugewiesen:
- P. n. nayaur Hodgson, 1833; Tibet, Bhutan, Nepal, nördliches Pakistan, nördliches Indien und Tadschikistan
- P. n. szechuanensis Rothschild, 1922; westliches China

Die Unterscheidung der beiden Unterarten ist nicht allgemein anerkannt, so dass die Art mitunter auch als monotypisch gilt. Andererseits wird auch das Zwergblauschaf (Pseudois schaeferi) gelegentlich als Unterart des Blauschafes angesehen. Molekulargenetische Untersuchungen aus dem Jahr 2017, die über 220 Individuen aus nahezu dem gesamten Verbreitungsgebiet der Art berücksichtigten, konnten die beiden Unterarten eindeutig voneinander abtrennen. P. n. nayaur beschränkt sich dabei auf die tibetische Population, während P. n. szechuanensis die Tiere des Qilian-Gebirges in den chinesischen Provinzen Gansu und Qinghai sowie des Hengduan-Gebirges in Sichuan einschließt. Darüber hinaus konnten zwei weitere, eigenständige Populationen herausgestellt werden, eine im Helan-Gebirge im Autonomen Gebiet Ningxia und eine weitere im Pamir. Dabei trennte sich zuerst die tibetische Gruppe von der restlichen Linie ab, was im Unteren Pliozän vor 4,6 Millionen Jahren erfolgte. Die Vorgang steht wohl mit einer Phase der Auffaltung des Tibetischen Hochlandes im Zusammenhang. Zuletzt spaltete sich die Helan-Population im Oberen Pliozän vor 3,6 Millionen Jahren ab. Im Ergebnis der Analyse muss die Taxonomie der Art neu überarbeitet werden.

## Gefährdung
Noch in den 1960er-Jahren gab es über eine Million Blauschafe; diese Zahl ist infolge von Bejagung stark zurückgegangen. Bis 1989 wurden sie wegen ihres Fleisches gejagt, das auch nach Europa exportiert wurde, dann wurde diese Praxis verboten. Die Wilderei stellt aber weiterhin ein Problem dar. Schätzungen der Gesamtpopulation schwanken erheblich und liegen zwischen 45.000 und 400.000. Die IUCN listet die Art als nicht gefährdet (least concern).
In Deutschland kann man Blauschafe im Tierpark Berlin, im Zoologischen Garten Halle (Saale) und im Tiergarten Nürnberg finden.